# Люблінська унія

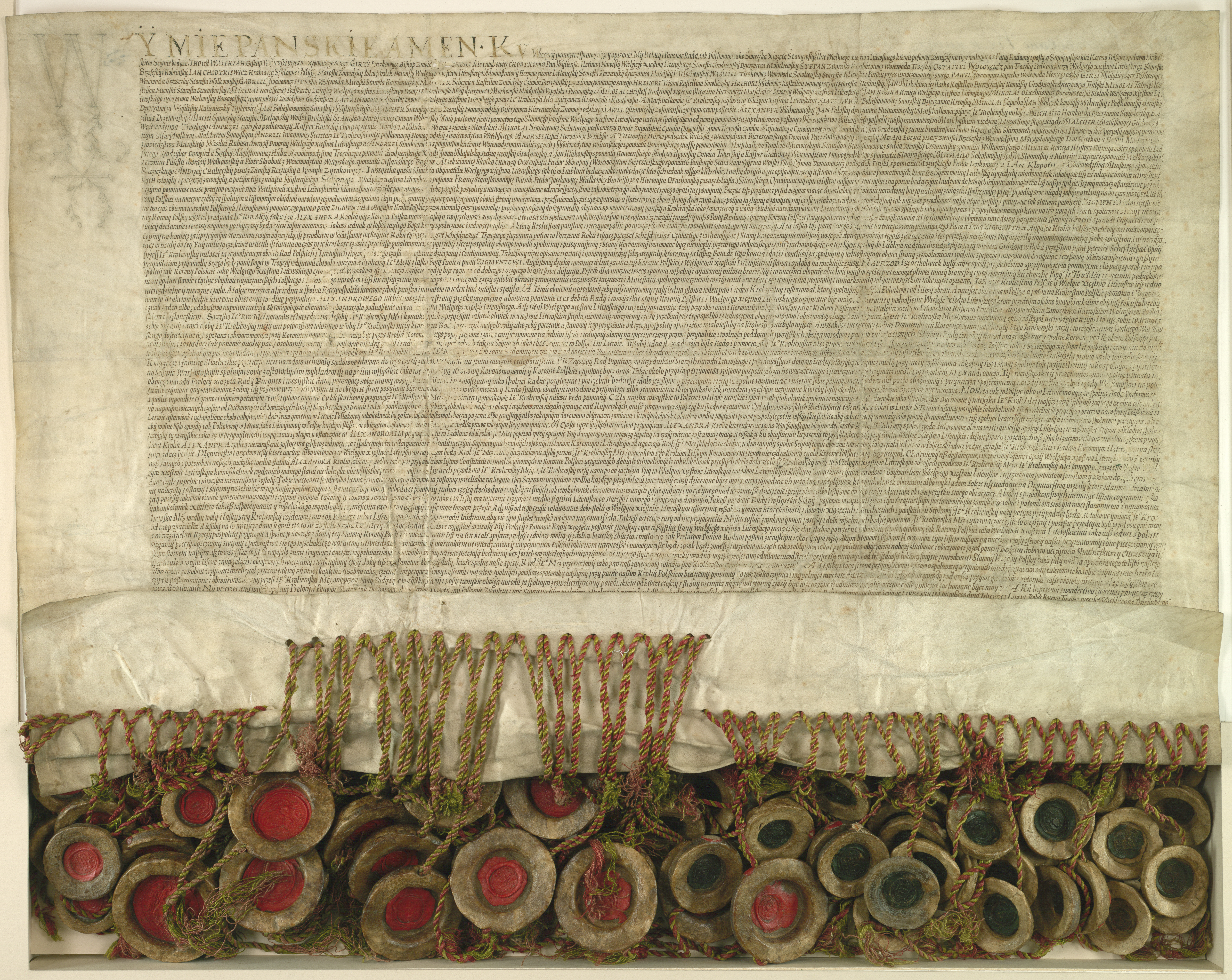
Текст Люблінської унії

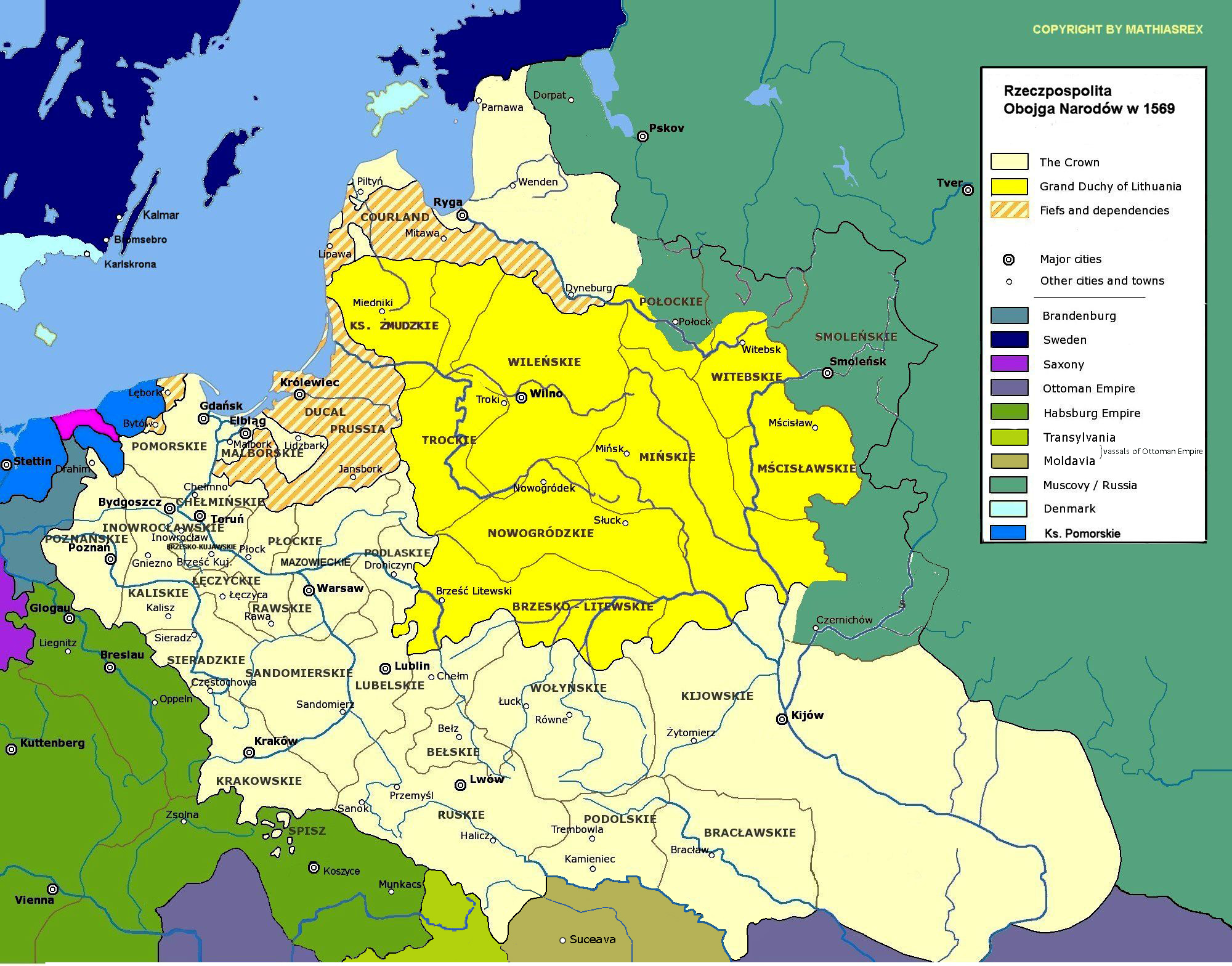
Територія новоутвореної Речі Посполитої, 1569

Лю́блінська у́нія 1569 (від лат. unia — союз) (пол. Unia lubelska; лит. Liublino unija; біл. Лю́блінская у́нія) — угода про об'єднання Королівства Польського та Великого князівства Литовського в союз держав — Річ Посполиту (пол. Rzeczpospolita Obojga Narodów; лат. Res Publica Utriusque Nationis — Спільна Справа Обох Народів). Унію затверджено на сеймі в місті Любліні 1 липня 1569 року.

## Передумови об'єднання ВКЛ та Польського королівства
Шлях до об'єднання Великого князівства Литовського з Польщею започаткувала династична Кревська унія 1385 року з метою спільного подолання зовнішньої небезпеки — лицарів-хрестоносців.
З другої половини XV століття став набирати сили новий суперник Литви — Московське князівство, яке почало претендувати на українські та білоруські землі. На початку XVI століття Литва у війнах з Московією втратила майже третину своєї території, зокрема Чернігово-Сіверщину і Смоленськ. Ситуація загострилась в середині XVI століття, коли почалась Лівонська війна. Литва, що підтримувала лівонців, опинилася на межі катастрофи. Щоб уникнути завоювання, вона мусила знайти надійного союзника. З Польським королівством вісім разів обговорювалось й укладалось різноманітні угоди-унії пов'язані особою спільного монарха — великого князя литовського, що обіймав на той час посаду й польського короля.

### Українське питання
Аристократія України на той час налічувала більш як 20 княжих родів і надзвичайно велику кількість боярських родів. Доступ до цієї верстви на той час був суворо обмеженим законодавством. Князі мали особливі права: вони діставали імунітет від суду провінційної адміністрації; скарги на них міг подавати лише сам великий князь. Бояри (спадкові земельні аристократи) були нижчими за статусом, але дуже часто багатшими за численних князівських родичів. Князі могли виступати на війні під власними корогвами на чолі власних озброєних підрозділів. Осередком княжих родів була Волинь. Тут сиділи князі Острозькі, Санґушки, Чорторийські, Вишневецькі та інші нащадки удільних князів.
Другу ієрархічну сходинку за князями і боярами займали пани. Вони володіли власною спадковою землею (вотчина), не наданою їм від великого князя. Їхні вотчини не тільки служили символом певної матеріальної незалежності, але й підкреслювали значність, давнє походження роду, що володіє своїм маєтком.
Нижчу сходинку у привілейованому стані займали представники військовиків, які перебували на службі у князів — дрібна та середня шляхта. Втягуючись у торгово-грошові відносини, шляхта здобула право безмитного провозу продукції власного господарства. Суспільний статус шляхти був юридично оформлений законодавством XIV-XVI століть, їй надано значні політичні права, особисті свободи та майнові гарантії, що визначили специфіку шляхти як привілейованої верстви. Головним обов'язком шляхти була військова служба за власний кошт і сплата грошового збору. Поступово шляхта завоювала собі право свободи, недоторканості й окремого суду. Шляхтич входив до шляхетських корпорацій (лицарського кола), що розв'язувало різні питання життя повіту, міг обирати й бути обраним до складу повітових органів управління, а також послів на загальнодержавний (вальний) сейм. Шляхта дістала право вільно розпоряджатися своїми землями, мала великі привілеї в торгівлі і промислах.
У редакції Литовського статуту 1566 року закріплювалась норма про зрівняння в правах шляхти з князями. Проте таке зрівняння істотно відрізнялось у Литві та Польщі. Українська шляхта підтримувала об'єднання Литви й Польщі, сподіваючись у такий спосіб здобути для себе більше привілеїв. У житті тогочасної України особливе місце посідав рід Острозьких, Костянтин Острозький та його молодший син Василь залишалися символом самобутності Русі-України.
На соціально-економічному розвитку України XV — першої половини XVII століття визначальний вплив справила зміна економічної ситуації в Європі. Значно зросли ціни на худобу і збіжжя. Розвиток внутрішнього ринку і зовнішніх економічних зв'язків значно вплинув на сільське господарство. З XV століття магнати і шляхта почали розширяти свої орні землі. Протягом XV—XVI століть економіка Галичини, Волині та Поділля поступово переорієнтувалась на потреби зовнішнього ринку, який потребував дедалі більше деревини й продукції промислового та сільського господарства. Відбувалась інтенсифікація сільського господарства шляхом організації фільварків, зростання панщини й збезземелення селянства.
Фільваркова реформа перетворила Україну на годувальницю Європи. Одержані кошти вкладалися в економіку Литви й Польщі, зростали  міста, зокрема в Україні вони інтенсивно почали отримувати Магдебурзьке право. Поширення фільваркового господарства супроводжувалося скороченням селянських наділів і почали з'являтися залежні від шляхти селяни. При цьому, більша частина українського селянства, особливо на Півдні й Південному Сході, і далі зберігала особисту свободу.
Грабіжницькі напади з Криму татар у кінці 1490-х ставали щорічними. Невеликі загони шляхетської варти не могли протидіяти татарським ордам. Термінового укріплення потребували замки в Каневі, Черкасах, Звенигородці, Вінниці, Брацлаві. Непевне внутрішнє становище Литви потребувало від її владних кіл суттєвих змін. Тому об'єднання двох держав у конфедерацію сприяло  безпеці українських земель.

## Люблінський сейм

Герб Речі Посполитої (Rzeczpospolita Obojga Narodów)

У січні 1569 в Любліні розпочав роботу польсько-литовський сейм, який мав розв'язувати питання про унію двох держав. Очолював депутацію руських магнатів на Люблінському з'їзді князь Костянтин Вишневецький. Неприхильно ставилися до унії литовські можновладці, яких відлякувала перспектива втрати політичної незалежності. Їх відношення виразно засвідчив той факт, що після місячних переговорів з поляками в ніч на 1 березня вони потайки покинули Люблін.
Польський сейм, використовуючи підтримку литовської і української шляхти, що була невдоволена пануванням великих землевласників у князівстві та намагалась одержати такі ж права, як і польська шляхта, санкціонував акти короля. Спираючись на підтримку польської і волинської шляхти, король Сигізмунд ІІ Август у березні 1569 року видав універсал про приєднання Підляського й Волинського воєводств до Польського королівства. Місцева шляхта за цим універсалом зрівнювалася у правах з польською. Король оголосив посполите рушення, погрожував відібрати маєтки, посади у тих панів, які не присягнуть на вірність королю.
Тиск шляхти, невдачі Литви в Лівонській війні 1558–1583 років, прагнення отримати військову допомогу з боку Польщі в боротьбі з Московською державою примусили литовських магнатів піти на відновлення переговорів. 24 травня 1569 року вони склали присягу Короні Польській. Слідом оголошено про приєднання до Польського королівства Київського і Брацлавського воєводств. Під Литвою залишилися тільки північно-західні руські землі: Берестейщина і Пінщина.
28 червня 1569 підписана Люблінська унія. 1 липня 1569 року посли Великого князівства Литовського та окремо депутати польського сейму підписали акт про унію. Вона завершила процес об'єднання двох держав, що розпочався з укладення Кревської унії 1385 року.

## Положення
Обидві держави об'єднувалися в конфедерацію — Річ Посполиту. Передбачалося, що її очолюватиме виборний король, який титулуватиметься Королем польським і Великим князем Литовським, а коронуватиметься у Кракові. Унія передбачала спільний Сейм і Сенат, а договори з іноземними державами укладатимуться від імені Речі Посполитої. Пани обох держав діставали право на володіння маєтками на всій території Речі Посполитої. Митні кордони ліквідовувалися, запроваджувалася єдина монетна система. Польща і Литва зберігали власні правові системи, судочинства, адміністрації, війська, скарбниці і державну мову: практично нічого не змінилося у обох державах. Українські землі судилися надалі за ІІ Литовським статутом, мовою адміністрування була руська і було гарантовано автономію православної церкви.
Українські землі, що увійшли до складу Речі Посполитої на конфедеративних засадах: Руське й Подільське воєводства, що були утворені в складі Польського королівства у 1434 р.; Белзьке воєводство, утворене в складі Мазовецького князівства у 1435 р. (увійшло до складу Корони в 1462-му); Волинське і Брацлавське воєводства, що постали у Великому князівстві Литовському внаслідок судово-адміністративної реформи у 1566 р., та Київське воєводство, утворене в межах удільного Київського князівства ВКЛ, в 1471 році.
Об'єднання в союз держав Польщі та Литви поставило Річ Посполиту в один ряд з наймогутнішими країнами Європи, дало змогу переважно здобувати перемоги у війнах з Московією, Османською імперією і Кримським ханством.

## Суспільно-політичні зміни після Люблінської унії

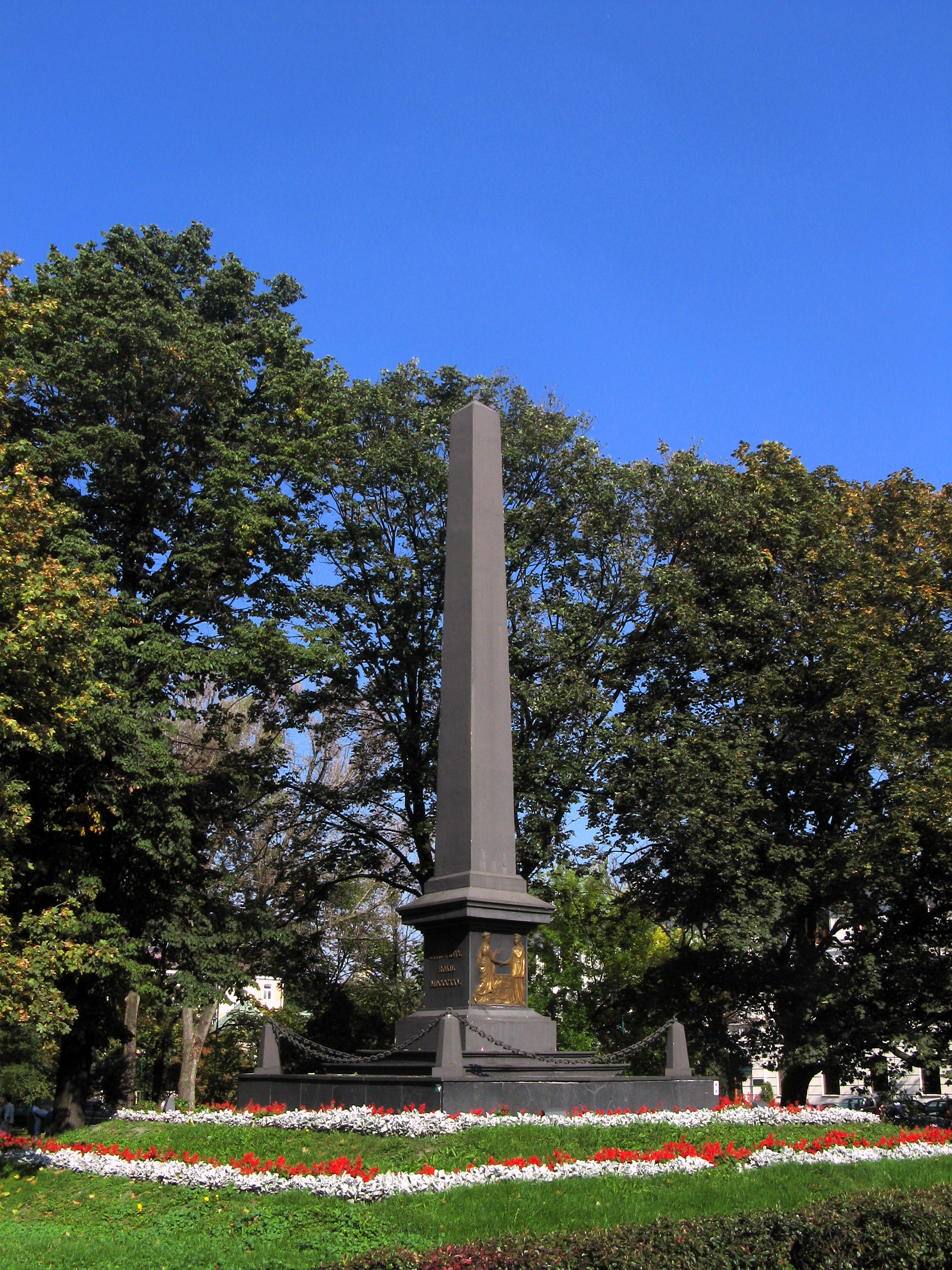
Пам'ятний знак унії у Любліні

Укладення Люблінської унії спричинило пришвидшену інтеграцію центральних українських земель та місцевої знаті до західноєвропейської політико-соціальної спільноти.
Українські землі у складі Речі Посполитої об'єднувалися у 6 воєводств: Руське (Галичина), Белзьке, Волинське, Київське, Подільське, Брацлавське. З 1618 приєдналося ще Чернігівське воєводство, що утворилося на землях, повернутих з-під влади московських загарбників.
Воєводства поділялися на повіти (землі). Для Волинського, Брацлавського й Київського воєводств збережено дію ІІ-го Литовського статуту й староукраїнської мови в діловодстві.
Воєводства очолювали призначені урядом воєводи, яким належала вся місцева влада. Вони керували шляхетським ополченням, головували на місцевих сеймах і стежили за діяльністю шляхетських земських судів. Воєводства поділялися на повіти (землі). Їх очолювали старости й каштеляни (коменданти фортець).
Зміни в законах, що сталися після Люблінської унії, закріплював Третій литовський статут 1588. Цей кодекс діяв лише на території Великого князівства Литовського, а на українських землях продовжував діяти ІІ-й Литовський статут. Згідно з нововведеннями, селяни, які прожили на землях шляхти понад 10 років, ставали кріпаками. Феодали одержали право розшуку й повернення селян-утікачів протягом 20 років.
Особливої гостроти після Люблінської унії набули проблеми віри й мови. Вона гарантувала автономію православній церкві. Однак католицька церква прагнула збільшити кількість своїх прихильників. Тому в Україні засновували філії Товариства Ісуса, засновуються єзуїтські школи й колегіуми. Вони сприяли поширенню освіти: багато українців отримали змогу, закінчивши їх, навчатися в західноєвропейських університетах. Проте часто  руська шляхта зрікалася  рідної мови й православного обряду, оскільки навчання у єзуїтських навчальних закладах вважалося престижнішим. Через те, що в XVI столітті представники нижчих верств мали обмежені можливості для освіти, спольщення шляхти загрожувало Україні втратою культури. Також утворення Речі Посполитої ніяким чином не сприяло державності України.

## Оцінки події
На думку професора Петра Карлюка, унія деякою мірою не дала у XVI ст. можливості Московії поглинути українські землі, не дала можливості стати поглинутими в «московському морі», як це сталося з землями Великого Новгорода, що в етнічному плані були близькими до України. Щоправда, унія сприяла розчиненню українців, передусім їхньої соціальної верхівки, в «польському морі».

### Енциклопедичні видання
- Мицик Ю., Хинчевська-Геннель Т. Люблінська унія 1569 // Енциклопедія історії України : у 10 т. / редкол.: В. А. Смолій (голова) та ін. ; Інститут історії України НАН України. — К. : Наукова думка, 2009. — Т. 6 : Ла — Мі. — С. 380. — ISBN 978-966-00-1028-1.
- Чехович В. А. Люблінська унія 1569 [Архівовано 25 вересня 2020 у Wayback Machine.] // Юридична енциклопедія : [у 6 т.] / ред. кол.: Ю. С. Шемшученко (відп. ред.) [та ін.]. — К. : Українська енциклопедія ім. М. П. Бажана, 2001. — Т. 3 : К — М. — 792 с. — ISBN 966-7492-03-6.
- Мазуренко В. П.  Люблінська унія 1569 // Українська дипломатична енциклопедія: У 2-х т. / Редкол.: Л. В. Губерський (голова) та ін. — К: Знання України, 2004 — Т.1 — 760 с. ISBN 966-316-039-X
- Горобець В. Люблінська унія 1569 // Політична енциклопедія. Редкол.: Ю. Левенець (голова), Ю. Шаповал (заст. голови) та ін. — К.: Парламентське видавництво, 2011. — с.412 ISBN 978-966-611-818-2
- Люблінська унія 1569 // Малий словник історії України / Ред. кол.: В. Смолій, В. Верстюк, С. Віднянський, В. Горбик, В. Даниленко, М. Коваль, М. Котляр, С. Кульчицький, В. Литвин, О. Майборода, П. Панченко, Ю. Пінчук, В. Сарбей, А. Слюсаренко, П. Тронько. — К.: Либідь, 1997. — 464 с. — С. 241. — ISBN 5-325-00781-5

### Монографії та дисертації
- Коялович М. Люблинская уния. — СПб, 1863.
- Лаппо И. И. Великое княжество Литовское за время от заключения Люблинской Унии до смерти Стефана Батория (1569—1586). — Т. I. — СПб., 1901.
- Відносини Польщі з Литвою, Білоруссю та Україною 450 років після Люблінської унії / за ред. Т. Стемпнєвського, Б. Сурмач ; пер. з польськ. О.Семенюк. – Київ : Ніка-Центр, 2020. – 168 с. [Архівовано 16 червня 2021 у Wayback Machine.]